# Limbi tunguze

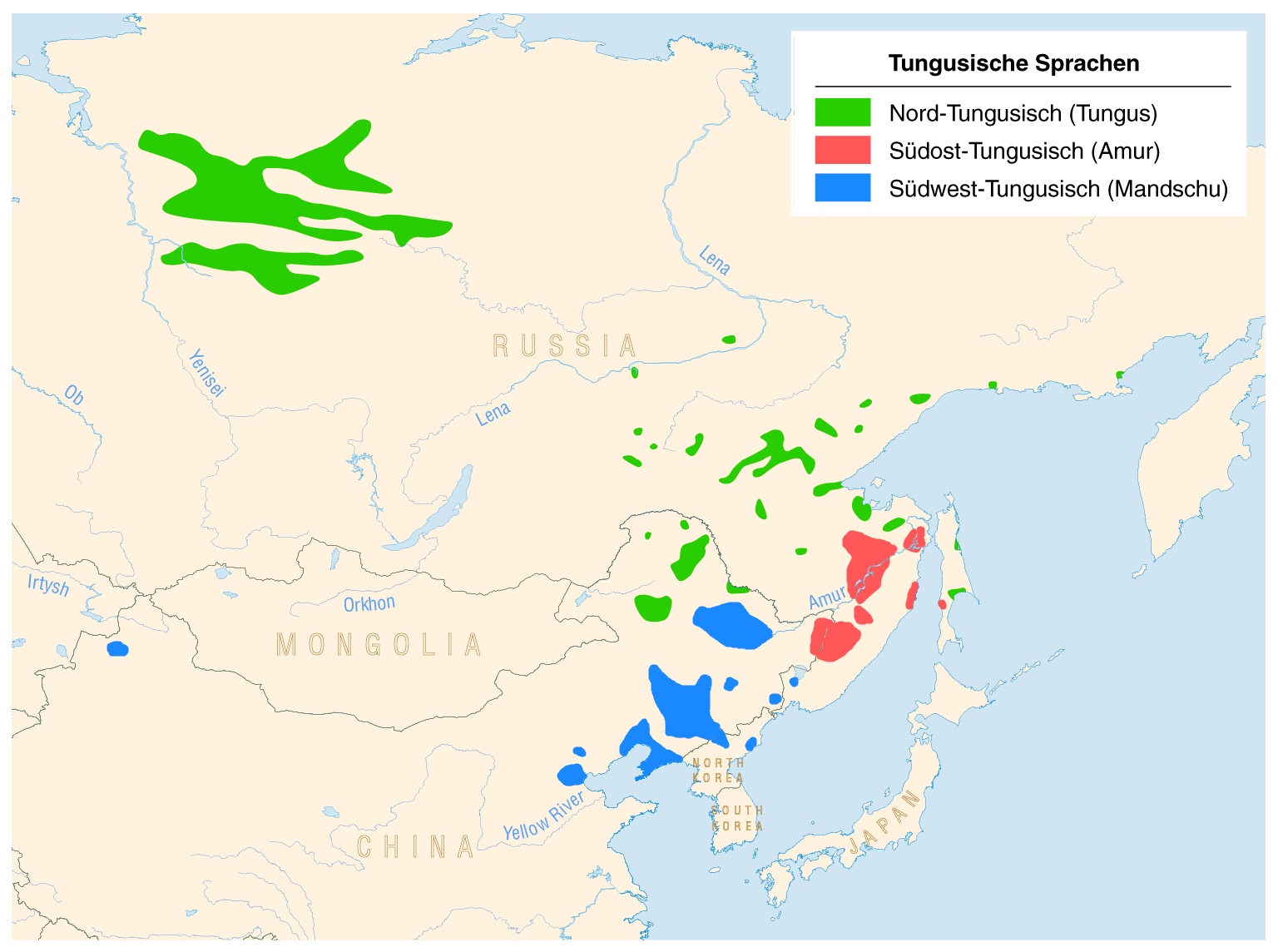

Limba tunguză este o grupă de limbi numită și „grupa de limbi manciu-tunguze”, grupa cuprinde ca. 12 limbi înrudite. Popoarele care vorbesc limba trăiesc în nordul Chinei, partea răsăriteană a Siberiei, Altai, Manciuria ce aparțin de Rusia unde este numită „limbă tătară” și unele părți ale Mongoliei.

## Arealul geografic al familiei de limbi tunguze
| Limba / Grupa                | Vorbită de | Arealul geografic                                                                               |
| ---------------------------- | ---------- | ----------------------------------------------------------------------------------------------- |
| TUNGUZA DE NORD (TUNGUS)     | .          | .                                                                                               |
| Evenica                      | 7.500      | Rusia: Jakutia, Kamtshatka                                                                      |
| Evenica-Solon                | 30.000     | Rusia: AK Evenken, Sahalin "Evenki" 10 mii China:Mongolia, de asemenea Manciuria "Solon" 20 mii |
| Nedigala                     | 200        | Rusia: Amur-regiune, Habarovsk                                                                  |
| TUNGUZA DE SUD-EST (AMUR)    | .          | .                                                                                               |
| Nanai                        | 6.000      | Rusia: Amur-Ussuri, Habarovsk Krai                                                              |
| Ultsha                       | 1.000      | Rusia: Habarovsk Krai, Ultsh-regiune                                                            |
| Orok                         | 100        | Rusia: Sahalin                                                                                  |
| Udihe                        | 100        | Rusia: Habarovsk Krai                                                                           |
| Orotsh                       | 100        | Rusia: Habarovsk Krai                                                                           |
| TUNGUZA DE SUD VEST (MANCIU) | .          |                                                                                                 |
| Manciu                       | 100        | China: Manciuria (ethn. mai multe mil. )                                                        |
| Xibe                         | 30.000     | China: Xingjiang, Ili-Gebiet (ethn. 170 mii )                                                   |
| Jurha                        | †          | China: mai demult Manciuria, China de Nord                                                      |